# Rhabdalestes septentrionalis
Rhabdalestes septentrionalis är en fiskart som först beskrevs av Boulenger, 1911.  Rhabdalestes septentrionalis ingår i släktet Rhabdalestes och familjen Alestidae. IUCN kategoriserar arten globalt som livskraftig. Inga underarter finns listade i Catalogue of Life.